# キムラダイスケ
キムラ ダイスケは、日本の漫画家、イラストレーター。群馬県出身、関西在住。

## 作品リスト

### 漫画
- アナナイ（『季刊GELATIN』2011ふゆ）
- THINICAHELL 〜シニカヘル〜（『季刊GELATIN』2011はる）
- Cultivation（『ひめシリーズ』ゆきひめ 2012 WINTER）
- 青山遥香は何か出てる（『ひめシリーズ』るりひめ 2012 SUMMER）
- 週刊マンガ世界の偉人 アガサ・クリスティ（『朝日新聞出版』2012年9月）
- BAR 嫌われ野菜（『ComicWalker』2014年9月 - 2015年8月）
- マージナル・オペレーション（『月刊アフタヌーン』2013年7月号 - 2021年3月号）

### イラスト
- 千の剣の権能者（『このライトノベルがすごい!文庫』、著者：紫藤ケイ）
- 憂鬱なヴィランズ（『ガガガ文庫』、著者：カミツキレイニー）
- ストライプ・ザ・パンツァー（『MF文庫J』、著者：為三）

### ゲーム
- プリズム☆ま〜じカル 〜 PRISM Generations! 〜（サブキャラクターデザイン）